# Rosendo Serna
Rosendo Serna, né dans la région de Puno le 10 juillet 1960, est un enseignant et homme politique péruvien. Il est ministre de l’Éducation entre le 28 décembre 2021 et le 7 décembre 2022.

## Biographie

### Études
Rosendo Serna est né dans la région de Puno. Il est titulaire d'un diplôme en éducation, spécialisé en biologie et chimie. et un autre diplôme en droit et sciences politiques. 
Il est également titulaire d'un doctorat en psychologie de l'éducation à l'Université nationale d'éducation Enrique Guzmán y Valle (en), la thèse se nomme : « Le cadre de la bonne performance pédagogique et de l'intelligence émotionnelle chez les enseignants des établissements d'enseignement du niveau secondaire de l'UGEL Huánuco », soutenue en 2017.

### Expérience professionnelle
L'expérience professionnelle de Rosendo Serna s'est faite dans le secteur public. Il est enseignant à la Direction régionale de l'éducation et de la culture à Huánuco durant toute sa carrière. Il occupe cette fonction entre 1986 et 1991, puis entre 1994 et 2001, et avant de reprendre le poste en 2003.
Il travaille comme conseiller pédagogique au ministère de l’Éducation entre janvier 2014 et février 2019. Il a été enseignant à l'Université nationale Hermilio Valdizan (es) entre avril et mai 2021. 

## Parcours politique
Le parcours politique de Rosendo Serna débute en septembre 2020, lorsqu'il adhère au parti d'Ensemble pour le Pérou, il espérait alors devenir candidat à l'élection parlementaire de 2021 et être élu au Congrès. Il avait été contacté pour être candidat à Lima, néanmoins il n'est pas choisi.
Le 28 décembre 2021, il est nommé ministre de l’Éducation dans le second gouvernement de Pedro Castillo. Il est le successeur de Carlos Gallardo, censuré par le Congrès.
Lors de sa nomination en tant que ministre, il décrit ce passage politique et militant à Ensemble pour le Pérou comme « anecdotique » et présente sa démission du parti le lendemain.